# Admontia continuans
Admontia continuans là một loài ruồi trong họ Tachinidae.